# 선거관리장 (캐나다)
선거관리장(영어: Chief Electoral Officer Of Canada, 프랑스어: Directeur général des élections du Canada)은 캐나다의 연방 정부의 총선을 감독하는 관직이다. 선거관리장은 1921년 캐나다 의회의 자치령선거법의 발휘로 생겨난 직위이다. 선거관리장은 캐나다 하원의 결의안으로 통해서 임명된다.